# Johann Joseph Armsheimer
Johann Joseph Armsheimer   (Dresden, 7 de març de 1860 - Sant Petersburg, 1933) fou un compositor i director de ballet d'origen alemany. Conegut a Rússia com Ivan Ivanovich Armsgeymer (Иван Иванович Армсгеймер).
Armsheimer va passar els seus anys de formació estudiant al Conservatori de Sant Petersburg, on es graduà, i després es va convertir en trompetista i cornetista amb l'orquestra del Teatre Mariinsky. El seu talent compositiu es va dirigir principalment als ballets, tot i que la seva obra també va incloure obertures, cantates i romanços. També va ser autor d'un llibre de text sobre instrumentació.
Correspondència amb Txaikovski
Ha sobreviscut una carta de Txaikovski a Johann Armsheimer, que data de 1891, i s'ha traduït a l'anglès en aquest lloc web:
| « | Carta 4340 – 28 de febrer/12 de març de 1891, de Frolovskoye . 2 cartes d'Armsheimer a Txaikovski, totes dues daten de 1891, es conserven al Museu-Reserva Musical Memorial de Txaikovski a Klin (a 4 , núms. 109–110). | » |

## Obra
Obra.
- In the new world. Ballet
- At the crossroads. Ballet. Mariinsky Theatre, St Petersburg 1904
- Sous la feuillee. òpera	francesa en 1 acte
- Jaegerliv. òpera danesa en 3 actes
- Der Oberforster. òpera alemanya. St Petersburg 27 d'abril de 1890	en 2 actes